# Faktor-Xa-Inhibitor

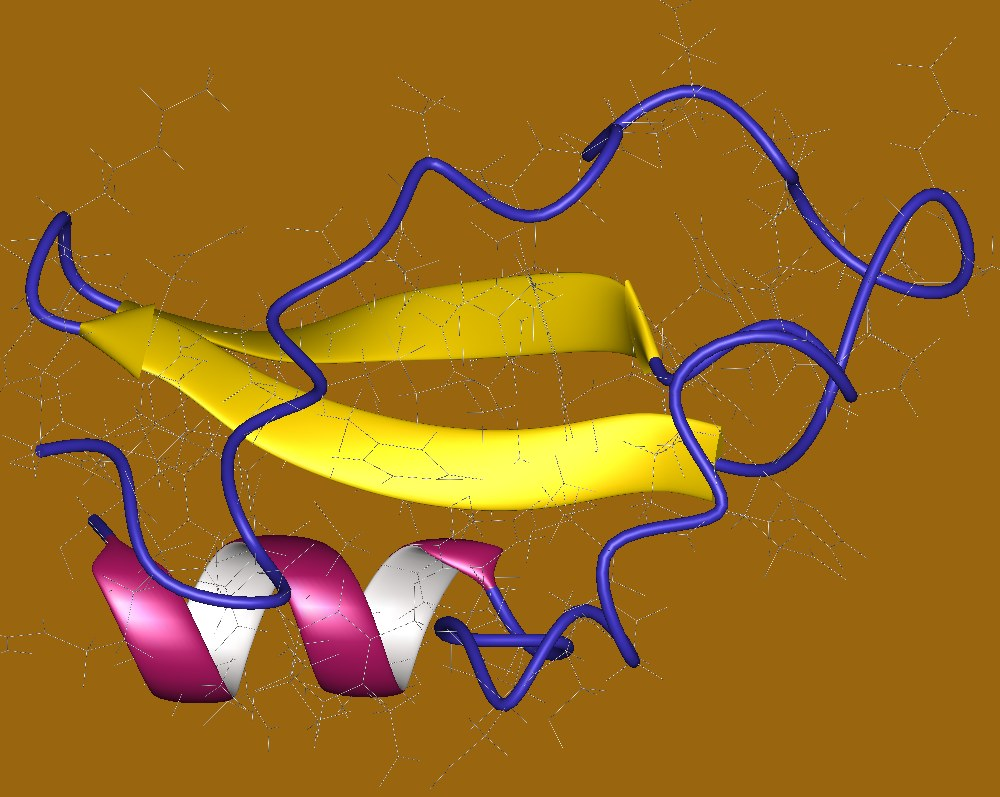
Faktor-Xa-Inhibitor, Ornithodoros moubata.

Faktor-Xa-Inhibitor (X römisch zehn) beschreibt in einem Begriff den Wirkungsmechanismus der Wirkstoffe aus der Klasse der Gerinnungshemmer, deren Funktionsweise in einer Hemmung des aktivierten Gerinnungsfaktors X, eines zentralen Bestandteils der Blutgerinnung, besteht. Weitere gängige Bezeichnungen der Arzneistoffgruppe sind Anti-Xa, Faktor-Xa-Hemmer, FXa-Inhibitoren und – für die direkten Inhibitoren – Xabane.

## Wirkstoffe
Direkte Inhibitoren:
- Apixaban (Handelsname: Eliquis)
- Betrixaban – in Europa nicht zur Behandlung zugelassen[1]
- Edoxaban (Handelsname: Lixiana)
- Otamixaban (Entwicklung 2013 eingestellt[2])
- Rivaroxaban (Handelsname: Xarelto)

Indirekte Inhibitoren:
- Tinzaparin  (Handelsname: Innohep)
- Certoparin  (Handelsname: Mono-Embolex)
- Dalteparin  (Handelsname: Fragmin)
- Enoxaparin (Handelsname: Clexane)
- Fondaparinux  (Handelsname: Arixtra)
- Nadroparin  (Handelsname: Fraxiparin)
- Reviparin  (Handelsname: Clivarin, Clivarodi)